# 福尔瑟拉尔
福尔瑟拉尔（荷蘭語：Vorselaar，荷蘭語發音：[ˈvɔrsəlaːr]）是比利时弗拉芒大區安特衛普省蒂倫豪特區的一个市镇，通行荷蘭語，是弗拉芒社群的一部分，面积27.62平方千米，人口7,848人（2018年1月1日）。